# Крістоф Люксенберг
Крістоф Люксенберг (нім. Christoph Luxenberg) — псевдонім німецького професора семітології і арабістики, автора роботи «Сіро-арамейське прочитання Корану: підхід до розшифровки коранічної мови». Вчений не розкриває своє справжнє прізвище, побоюючись терору.
Наявність «темних» місць, важких навіть для розуміння мусульманських арабських коментаторів, він пояснює тим, що вони перекладені з арамейської мови, яка панувала до VII століття на всьому Близькому Сході, включаючи Аравійський півострів. Значна частина тексту Корану є перекладом з сирійської мови, і кілька поколінь займалися адаптацією цих текстів для потреб арабських християн. У всіх випадках «темряви» коранічного тексту Люксенберг перевіряє, чи є в ньому омоніми, які мають інше значення в сирійській мові і з якими текст стає значно більш ясним і красивим. А коли зіставляє цей текст з християнським гімном IV століття, з'ясовується, що вони ідентичні. Тобто насправді це не арабський текст, посланий Мухаммеду, а сирійський християнський гімн, написаний за кілька століть до Мухаммеда.
Оскільки в ранньоарабській мові не було знаків оголосовування і диакритики, можна припустити, що пізніше вони розставлені неправильно, і тому слід спробувати інші варіанти. Далі, зворотний переклад з арабської сирійською часто дає змогу виявити відповідні фрази в більш ранніх сирійських джерелах. Так, наприклад, «huri», що зазвичай перекладається як гурії, великоокі діви, що прислужують праведникам у раю, означає «білий виноград» (з цього приводу західні журналісти стали підколювати, що, мовляв, шахіди розраховують на дів, а отримають білий виноград).
Пасаж із сури 33 робить з Печатки пророків, яким шанують Мухаммеда мусульмани, лише свідка пророків, які прийшли до нього. І так далі. В цілому, коранічний текст постає як суміш арабської і сирійської, яка пізніше була помилково прийнята за чисто арабський текст.
У 2005 році конференція «До питання про нове прочитання Корану» в університеті Нотр-Дам продемонструвала, що «теза Люксенберга» здобуває все більше прихильників в академічному світі. А в 2006 році вийшла книга Габріеля Соми «Коран — хибно витлумачений, неправильно перекладений і невірно прочитаний», в якій дається розвиток цієї тези.